# Филипо Ювара
Вижте пояснителната страница за други личности с името Филип.
Филѝпо Ювàра (на италиански: Filippo Juvara; * 7 март 1678, Месина, Сицилианско кралство; † 31 януари 1736, Мадрид, Кралство Испания) е италиански архитект, сценограф и златар, един от основните представители на късния барок, който работи дълги години в Торино за савойските владетели.

## Биография

### Ранни години

#### Месина
Филипо Ювара е роден на 7 март 1678 г. в град Месина (Кралство Сицилия). Той е син е на Пиетро Ювара и Елеонора Тафури(с). Това е втори брак за баща му през 1668 г. след смъртта на първата му съпруга Катерина Дония. Има 15 братя и сестри.
Формирането на малкия Филипо става в художественото обкръжение на Месина под ръководството на баща му – производител на сребърни изделия. Той помага да изпъкне ранния талант на Филипо, който, според брат му Франческо Натале, е „по природа много жив и с отличен интелект". По този начин бъдещият архитект научава основите на направата на сребърни изделия и е въведен в рисуването. Това става успоредно с изучаването на богословие, към което е насочен на 12-годишна възраст. В работилницата на баща си той изработва произведения на златарското изкуството и сребърни изделия с определена стойност. Сред тях намираме потир (1695), два броя утвар за църквата на Св. Мария на Джумаре в Шака (1697) и за Катедралата „Св. Георги“ в Модика (1700), осем свещника (1698) и два други големи свещника (1701) за Катедралата на Месина.

#### Изучаване на архитектура в Рим
След като полага свещенически обет през 1703 г., Ювара решава да се премести в Рим, за да усъвършенства своите теоретични и практически познания по архитектура и изкуства като цяло. Той отива там през лятото на 1704 г. на 26-годишна възраст и е гост на сем. Пасалакуа на ул. дей Леутари в квартал, гъсто населен с хора от Месина. Липсва му какъвто и да е конкретен архитектурен опит. Той е страстен самоук и подхожда към архитектурата без практически опит, поглъщайки трактатите на Витрувий, Андреа Поцо и Якопо Бароци дел Виньола. Положението му на църковно лице силно повлиява на обучението му и на бъдещата му кариера като архитект. В Рим първоначално е под крилото на монсеньор Томазо Руфо – изтъкнат член на Римокатолическата църква и камерхер на папа Климент XI.
От този момент нататък Ювара израства доста под крилото на един от най-важните архитекти и преподаватели по архитектура в Рим – Карло Фонтана. С него той се запознава благодарение на посредничеството на монсеньор Руфо. За срещата им има противоречиви сведения. Брат му Франческо твърди, че Фонтана приема Ювара за свой ученик, когато го вижда как рисува капител и е изумен от уменията му. От своя страна биографията на Сципион Мафей говори за дворец, проектиран от младия Филипо с топлината и изобилието на родната му Месина, което подтиква възрастния майстор да го посъветва да забрави наученото до този момент. Във всеки случай, влизайки в контакт с Фонтана, Ювара успява да се оттърси от универсалистичния мит на Микеланджело, който го блазни до онзи момент, и да стигне до строгия и логичен метод на проектиране, експериментиран от Фонтана в неговите творби.
В Рим Ювара е напълно погълнат от интензивна учебна дейност, благодарение на която усъвършенства своя изобретателен талант и опит в рисуването. Следите от неговата изобретателност се забелязват още през 1701 г., когато проектира декоративните апарати за празниците по случай коронацията на краля на Испания Филип V, сред които забележителната украса на „Пирамидата на златарите и на творците на сребърни изделия“. През август 1704 г. Ювара осъществява архитектурни „фантазии“ с антикварен характер, където с уверено техническо майсторство се присъединява към художествена тенденция, която достига своя връх с графичната продукция на Джовани Батиста Пиранези.

### Начало

#### Клементинов конкурс и завръщане в Месина
На 7 май 1705 г. Ювара дебютира на препълнената римска архитектурна сцена с първа награда от обявения от Академия „Св. Лука“ Клементинов конкурс от първо ниво, с проекта си за Кралски дворец – вила за забава за три знаменити лица. Проектът изобразява „вила с три отделни сгради, прикрепени към шестоъгълен централен двор, заобиколен от шарнирно разположена геометрична система от градини и прилежащи пространства, потенциално клоняща към безкрайността". Това са много от стилистичните характеристики на творбите му в зряла възраст, включително и специалното му внимание към отношенията между неговата архитектура и градския контекст и пейзаж.
Веднага след победата в конкурса Ювара се връща за кратко в Месина за погребението на баща си Пиетро, който умира на 1 март 1705 г. Там Ювара успява да демонстрира културата си, придобита в Рим само след една година на обучение: той работи по разширяването и обновяването на двореца на Муцио Спадафора и за подредбата на несъществуващата в днешно време част за знатни лица в църквата на Св. Грегорий.
След кратко време Ювара тръгва отново за Рим и, както пише брат му Франческо, той е в компанията на „г-н Кориолано Орсучи – кавалер от Лука с големи заслуги“. По пътя двамата спират в Неапол, където остават поне от 30 януари до 6 март 1706 г. В града Ювара работи оживено, създавайки 45 чертежа, сред които проекти за фасадите на църквите на Св. Бригита и на Джироламини, релефи за олтара Филомарино в църквата на Св. Апостоли, проучвания за купол, листове с орнаментални мотиви, архитектурни фантазии и др. Междувременно установява и плътна мрежа от контакти с най-изявените творци в Неапол, както е видно от приятелството му с Франческо Солимена и от сътрудничеството му с Доменико Антонио Вакаро и Фердинандо Санфеличе.

#### Ювара в Академия „Сан Лука“
Веднага след като пристига в Рим (присъствието му в града е документирано от 5 април 1706 г.) Ювара започва отново да изучава архитектура при Франческо Фонтана, син на Карло, с когото той е в активно сътрудничество. През декември отива в Лука, където се заема с довършването на Общинска палата, оставена незавършената от Бартоломео Аманати. В същото време той прави проекти за уредбата на Болницата на Пресвета Троица, и за няколко вили на културните и изискани благородници на Лука, демонстрирайки голяма способност за адаптиране на подхода на Карло Фонтана към темата за ренесансовата вила като вилите Контрони в Монте Сан Куирико, Гуиниджи в пристанището на Виареджо и Орсучи в Сегроминьо.
На 31 декември 1706 г., когато е все още в Лука, Ювара е номиниран за Почетен академик на Академия „Сан Лука“. Получаването на тази доста престижна почест едва на 28-годишна възраст буди голяма гордост у него. Като доказателство за това Ювара дарява на академията свой собствен проект за църква с централен план с две камбанарии, която в своята структура (предпазливо заета от архитектурата на Бернини, Боромини и Пиетро да Кортона) предсказва Базилика Суперга в Торино, построена 10 г. по-късно.
На 26 април 1707 г. Ювара е назначен за преподавател по архитектура в Академия „Сан Лука“. Това е длъжност, която той заема с голяма заангажираност и чест, и в преподавателската му дейност влизат курсовете му по архитектура през 1708 и 1712 г., и курсът му по перспектива през 1711 г. Сред студентите му са много млади стажант архитекти като Доменико Грегорини и Пиетро Пасалакуа. Ювара освен това си сътрудничи с Франческо Фонтана и установява ползотворни контакти с академиците от Сан Лука, придобивайки елитарно виждане за отношенията с колеги и поръчители. Той присъства на малко срещи на Академията на виртуозите в Пантеона, въпреки че е неин член от 13 май 1708 г., и не се занимава с онези прагматични дейности, които занимават повечето архитекти на Рим. Благодарение на партньорството си с Фонтана Ювара получава поръчка за семейния параклис на адвокат Антаморо, посветен на Св. Филип Нери, в църквата на Св. Геролам на милосърдието. Параклисът е завършен за три години (1708 – 1710) със значителния принос на Пиер Легро за скулптурите и представлява едно от малкото демонстрации на конструктивна експертиза от младежките години на Ювара.

### В двора на кардинал Отобони
Преждевременната смърт на Франческо Фонтана на 3 юли 1708 г. разстройва професионалния баланс на Ювара и той е принуден да си търси работа в двора. Първоначално мечтае да работи за двора на Фредерик IV Датски и подготвя графична реконструкция на Капитолия, но след като губи надеждата, че датският суверен ще посети Рим, в очакване да привлече вниманието на френския двор праща проекта на Луи дьо Пардайан дьо Гондрен – министър на Луи XIV. През юли 1708 г. Ювара е извикан в двора на кардинал Пиетро Отобони, интересуващ се от театър, който назначава младия архитект като сценограф.
В онези години Ювара създава многобройни произведения за римската курия, включващи ефимерна архитектура, декоративни системи и погребални декорации, стриктно изработени в неговия дом-ателие в Палацо Орнани де Купис (днешен палат Тучимей, palazzo Tucimei) на пл. Навона, където междувременно е настанен. Сред проектите, подготвени от Ювара в този период (някои осъществени, а други само на хартия), са куклите с ръст почти на човек за куклените представления на Канцлерския театър (1710 – 1712), неговото обновяване (юли – декември 1709), сцената на Театър „Капраника“ (1713), сценографията за домашния театър на полската кралица Мария Казимира д'Аркен в Палацето Дзукари (Palazzetto Zuccari) (1710 – 1713). Той си сътрудничи с Пиер Легро в погребалните декорации в църквата на Св. Луи Френски за погребението на френския дофин (1711). По отношение на религиозната архитектура прави проект за главния олтар на Светилището на Св. Мария дел Фонте в Караваджо (1712, осъществен с модификации през 1750) и предложение за завършване на двора на манастира на Св. Мария на смирението в Рим (ок. 1714).
Ювара се озовава в богата на културни стимули среда и чрез присъствието си на вечерите на художниците от кръга на Отобони започва да оформя публичния си образ на изискан царедворец. Членството в литературната Академия „Аркадия“, към която Ювара, макар и чужд на писателския занаят, се присъединява през 1712 г. с пастирското име Браманцио Феесео и подновеният му интерес към дидактиката на архитектурата се дължат пряко на влиянието на кард. Отобони. Ювара изпълнява с голяма заангажираност ролята си на преподавател, особено на младия Луиджи Ванвители – син на приятеля му художник Каспар ван Вител.

### Под знака на Савоя

#### Ювара като „първи градски архитект" на Савойския двор
Смъртта на Карло Фонтана през февруари 1714 г. нарушава професионалната връзка на Ювара с кардинал Пиетро Отобони. Късметът обаче му се усмихва в Месина. През юли 1714 г. неговият приятел от Академия „Аркадия“ – маркиз Франческо Агуире е призован в Месина, за да посрещне херцог Виктор Амадей II Савойски, който получава Сицилия с кралско звание след подписването на Договора от Утрехт. Суверенът, освен че претендира за притежание на сицилианските земи, отива и в Месина с надеждата да намери наследника на починалия през 1713 г. придворен архитект Микеланджело Гарове. Маркиз Агуире приканва Ювара да дойде в Месина и той веднага приема поканата му с надеждата да привлече благоволението на Савойския двор.
Ювара се представя пред Виктор Амадей II в средата на юли 1714 г. с молив и пера за рисуване, готов да приеме всяка работа, която му възложи суверенът. Като демонстрация за таланта си Ювара му представя проект за разширяване на Кралския дворец в Месина. Проектът има силна представителност, което задоволява амбицията на Виктор Амадей II да се снабди с архитект, способен да придаде на Торино архитектурен облик, достоен за кралски град. Поради тази причина между двамата бързо се създава силна хармония, което позволява на младия архитект да сбъдне мечтата си да се премери с конструктивните амбиции на един истински принц. Нает в услуга на Виктор Амадей II като „първи градски архитект“ на Савойското кралство, Ювара тръгва на 1 септември 1714 г. от Палермо за Торино, където пристига между края на септември и началото на октомври същата година.
Първата официална задача на Ювара в Торино е издигането на голяма базилика на хълма Суперга, посветена на Богородица (1715 – 1727 – 31) по поръчка на Виктор Амадей II в ролята ѝ на Савойски мавзолей и оброчен храм за победата над французите в Обсадата на Торино през 1706 г. След 14 г. строителство (строителството на Кралската църква завършва през 1731 г.), демонстрирайки чувствителност към римския архитектурен канон от Микеланджело до Фонтана, Ювара създава сграда, свързана чрез перспективата със Замъка в Риволи и с района на Порта Сузина в Торино, в която комбинира късен барок с неокласицизъм. Едновременно със Суперга Ювара проектира и фасадите на църквите близнаци на Св. Кристина и на Св. Карл на кралския площад Св. Карл (piazza San Carlo) по поръчка на Мария Жана Батиста Савойска-Немур, от които е построена само първата (1715 – 1718).
Междувременно от името на кралица Анна Мария Орлеанска той преработва Вилата на кралицата от 17 век, разположена на хълм на Торино с лице към града, превръщайки я в истинско място за наслада, увенчано от невероятен парк с фонтани, разлики във височината, архитектурни елементи и водни феерии.

#### Между Торино и Португалия
Трескавата архитектурна дейност на Ювара през следващите години се отнася до западното разширяване на Торино в съответствие с военните квартали и с район Порта Сузина (1716 – 1728), както и до изграждането на фасадата и на монументалното стълбище с две рампи на Палацо Мадама (1718 – 1721), където архитектът заема римски и френски модели. Той си служи с подобни модели и в различните архитектурни намеси, свързани с извънградските савойски резиденции. Дворецът на Венария, построен по проект на Амадей ди Кастеламонте и оставен незавършен със смъртта на Микеланджело Гарове, е натоварен с ювариански внушения с довършването на Галерията на Диана и на Главния павилион (1714 – 1726), и с изграждането на църквата на Св. Уберто (1716 – 1730). В Замъка в Риволи Ювара, стъпвайки на създаденото от Гарове, през 1715 г. създава проект за частично преустройство на централния корпус, но работата е прекратена през 1720 г. 
В благородническата градска архитектура Ювара работи по дворците на графовете Бираго ди Боргаро и на Мартини ди Сигала (от 1716 г. нататък), които са нов тип жилищни резиденции, функционално агрегирани във вътрешния двор и изцяло съобразени с нуждите на аристокрацията.
Ювара е и архитект на важни произведения на религиозната архитектура: овалната църква на Светия Кръст в Торино (проект от 1718 г. и олтари през 1730), пълна с реминисценции за Джовани Лоренцо Бернини, църквата на Св. Яков в Кампертоньо (проект от 1719, осъществен впоследствие), вътрешната украса на църквата на Света Троица в Торино (проект от 1717 г., реализирана на няколко етапа до 1734 г.) и олтарът на Св. Йосиф в църквата на Св. Тереза в Торино (проект от 1715 г., строеж през 1718).
След две пътувания до Рим през зимните месеци на 1715 –1716 и 1717 – 1718 г. (второто пътуване е съпътствано от спиране в Милано, Пиаченца, Парма, Модена, Реджо Емилия и Болоня), Ювара заминава за Лисабон през декември 1718 г. по официална покана на крал Жуау V. Строежът на патриаршеска църква в Лисабон и на нов кралски дворец в хълмистия район на Белас Айрес е неуспешен, понеже проектите са твърде скъпи, но Ювара успява да спечели симпатиите на португалския монарх, който му предлага голяма годишна рента и го дарява с Рицарския кръст на Ордена на Христос. Ювара напуска Португалия през юли 1719 г. и отива за пръв път в Лондон, където се среща с архитекта лорд Бърлингтън – един от най-големите привърженици на класицизма в Англия. Впоследствие се отбива до Холандия и до Париж и най-накрая пристига в Торино през 1720 г.
След завръщането си Ювара заминава внезапно в Рим през зимата на 1720 – 1721 г., благодарение и на затварянето на строителните площадки. Там той и приятелят му гравьор Филипо Васкони се погрижват за графичното възпроизвеждане на фасадите на Палацо Мадама и на църквите-близнаци на пл. Св. Карл. Това печатно издание е трябвало да бъде част от по-голям, но нереализиран иконографски проект, насочен към илюстриране на кралските архитектурни творения в процеса им на изграждане.
Междувременно интензивните взаимоотношения между Виктор Амадей II и Ювара се задълбочават с множество други поръчки. Във Венария Реале са открити строителните площадки на конюшнята – оранжерия и на Замъка в парка „Ла Мандрия“ (1720 – 1729). Кралският дворец в Торино е подложен на огромно обновяване: изграждането на малкия придворен театър (нар. „дел Рондо“, 1722) и откриването на Стълбището на ножиците (1720 – 1721) вместо дървената дотогава рампа, за да се подсигури царствен достъп до апартаментите на Карл Емануил III и Анна Кристина фон Пфалц-Залцбах, сключили брак през 1722 г. В „стария“ Кралски дворец на Торино е построен малък придворен театър (1722 – 1723). Същевременно започва и строителството на новата сграда на Сената, впоследствие преустановено (1720 – 1722), както и издигането на камбанарията на Катедралата на Торино (1720 – 1723).
Ювара не е много активен отвъд границите на Торино. През октомври 1723 г. той успява да се върне в Лука със специално кралско разрешение, посвещавайки се на Общинската палата, която претърпява дълбоки промени вследствие на неговия критичен размисъл, и на проектите за Катедралата на Лука и за Вила Манси в Сегроминьо (проект 1725 и начало на работите през 1732).

### Последни години

#### Ступиниджи и религиозна архитектура
Между 1724 и 1726 г. Ювара изгражда свой собствен учебен дом на ул. Сан Доменико в Торино върху земя, дадена му от краля.
През декември 1724 г. той заминава за Рим, където проектира, вероятно от името на кардинал Анибале Албани, Палацо дей Конкави. Този проект, представен в четири трудни за изпълнение варианта, е неуспешен, но му донася почетното звание на архитект на Фабриката на Св. Петър, присъдено преди това единствено на Джовани Лоренцо Бернини и на Карло Фонтана.
Връщайки се в Торино, Ювара работи върху радикална градска реорганизация на зоната на Командните сгради, където се намесва в изграждането на Палата на Съдебните архиви (1731) и в преструктурирането на вътрешността на Военната академия (1726 – 1727 и 1730 – 1731), Кралския дворец (1730 –1732) и Стария кралски дворец (1731). От същия период са и уредбата на квартал Порта Палацо (1729 – 1732), Дворецът на граф Рича ди Ковасоло (1730) и фасадата на Двореца на граф Роеро ди Гуарене (1730).
Наред с тези проекти Ювара продължава интензивната си връзка с градските и извънградските кралски резиденции, като изгражда от нулата Ловния павилион „Ступиниджи“, чиято сграда се характеризира с наличието на централен елипсовиден салон, от която се излъчват четири диагонални сгради.
В същия период Ювара работи и в областта на религиозната архитектура, която включва несъществуващата към 2020 г. църква на Св. Андрей в Киери, олтарите на Сент Шапел в Замъка на Шамбери (1726 –1727), на Св. Франциск от Сал в църквата на Посещението в Торино (1730) и на Св. Йосиф в църквата на Св. Андрей в Савиляно (1728 –1733), главните олтари на Светилището на Утешителката (1729) и на църквата на Пресветите мъченици в Торино (нереализиран, 1730 – 1734).

#### Между Рим, Торино и Мадрид
През 1728 г. херцог Виктор Амадей II назначава Ювара за абат на Св. Мария на Селве, вакантна длъжност цели 16 г., което освещава социалното утвърждаване на Ювара, който най-сетне е сметнат за един от най-великите италиански архитекти.
През същата година Ювара заминава за провинция Кунео: Мондови (строеж на купола на Светилището на Викофорте), Фосано и Савиляно. Между 18 и 30 юни 1728 г. той отново заминава за Лука, за да отстрани статичните недостатъци на Общинската палата, след което спира в Бреша (януари-февруари 1729), където е помолен за съвет за вековната строителна площадка на Новата катедрала; той отива и в Калчинате за реконструкцията на енорийската църква на Възнесение Богородично. Между януари и началото на април 1731 г. е в Комо, където проектира купола на местната катедрала (1731 – 1734). Спира и в Бергамо, където е спечелил конкурс за проект за Олтара на Св. Фермо, Св. Рустико и Св. Проколо в Катедралата на града (1742) и прави проект за олтара на цървата на Св. Агата на Кармел (осъществен ок. 1743).
През 1732 г. Ювара отива в Рим със специално кралско разрешение от херцог Карл Емануил III, но този престой е незадоволителен за него. Той напразно очаква да спечели строежа на Ватиканската сакристия. Към това се прибавят и други разочарования, като работата по фасадата на Сан Джовани в Латерано, възложен на Алесандро Галилей. Това възмущава Ювара, който решава да се върне в Торино, превърнал се в център на европейската архитектура благодарение на неговото дело. Той проектира църквата на Кармел (1732 – 1736) и продължава реорганизацията на Командната зона с привършването на работата по Кралските частни архиви (1733 – 1734) и с голямата постройка на Държавните секретариати (1733). Други произведения включват главния олтар на църквата Св. Мария Магдалена (1732) и вила Мора ди Лавриано във Виластелоне (1732 – 1733), както и плановете за камбанарията на катедралата на Белуно (1732, построена 1733) и за преструктурирането на Архиепископската семинария на Верчели (строеж от 1735 г. нататък).
През август 1733 г. Ювара отива като консултант в Мантуа по проекта за купола на Базиликата на Св. Андрей и до Милано, за да предостави становището си за фасадата на Катедралата. В края на лятото на 1734 г. е в Комо за завършването на купола на катедралата.
Авторитетът, на който се радва Ювара, който е считан вече и за „архитект на столиците“, привлича благоразположението на испанския крал Филип V, който го извиква в Мадрид за завършването на новия Кралския дворец, понеже старият е изгорял в пожар. След десет месеца дейност, по време на която Ювара се занимава също и с Дворец Аранхуес, и с Кралския дворец на Гранха де Сан Илдефонсо, той умира на 31 януари 1736 г. на 57-годишна възраст от пневмония (според Франческо Мария Николò Габури не „без подозрение за отравяне").
Филипо Ювара е искрено оплакван от съвременниците си. Погребението му се чества в Мадрид за сметка на династията на Бурбоните и е погребан в енорийската църква на Сан Мартин и дел Сакраменто.
След смъртта му проектите му по трите испански двореца се осъществени от Джован Батиста Сакети и неговите ученици.

## Стил
Самият Ювара описва своята архитектурна концепция през 1725 г. в посвещението си на книгата си с рисунки, изпратена като подарък на граф Траяно Роеро ди Гуарене през 1725 г.:
| „ | [Аз съм любител на] утойчивостта в изкуството според ученията на Витрувий и на [Андреа] Паладий, и на най-известните автори. Аз винаги съм бил любител на тази устойчивост и на простото, в което всяко изкуство, според мен, разпознава своето съвършенство. Не че съм пренебрегвал украсите, но съм ги използвал трезво и съм придавал на всичко мое силата да подражава на стила на кавалер [Франческо] Боромини, който повече от всеки друг е украсявал чертежите си и е въвел такъв жанр пред народа. | “ |

Стилът на Ювара е силно повлиян както от римската архитектура от 17 век, ориентирана към линейност и пространствена организация в монументален вид, така и от опита му на сценограф в услуга на кард. Пиетро Отобони. В зрелите си години освен това той е много чувствителен към лексиката от френски тип, която прилага особено в декорациите. Сливайки тези многобройни влияния, Ювара се очертава като един от най-големите интерпретатори на рококо и на барокова архитектура за всички времена.
Сред основните стилистични характеристики на стила на Филипо Ювара се открояват мъдрото калибриране на ефектите на пластичността и на перспективата, които се материализират широко в неговите произведения, често превръщайки се в истински „оптични устройства“. Архитектурният му език се характеризира с подчертаване на връзката между архитектура, пейзаж и град: средата не се разглежда като банален архитектурен фон, а като елемент, тясно свързан с архитектурните форми и с градските решения, от които тя е неразделна част. Големият дълг към Джовани Лоренцо Бернини и Франческо Боромини е забележителен и Ювара счита себе си за ученик на Боромини поради общия им интерес към умереността и постоянството при използването на декоративните елементи.

## Произведения на Ювара

### Торино
- Базилика Суперга (Basilica di Superga) – (1715 – 1727 – 31)
- Църква „Св. Кристина“ (Chiesa di Santa Cristina) – фасада (1715 – 1718)
- Църква „Св. Филип Нери“ (Chiesa di San Filippo Neri) (1730 реконструкция, фасада)
- Палацо Мадама (Palazzo Madama) – монументално стълбище и фасада (1718 – 1721 осъществяване)
- Палат Бираго ди Боргаро (Palazzo Birago di Borgaro) (от 1716 нататък)
- Палат Мартини ди Чигала (Palazzo Martini di Cigala) (от 1716 нататък)
- Военни квартали в район Порта Сузина (quartieri militari di Porta Susina) (1716 – 1728)
- Малък придворен театър в Стария кралски дворец (дн. Palazzo Vescovile)(1722 – 1723)
- Погребална украса за Мария Жана Батиста Савойска-Немур (1724), за Анна Мария Орлеанска (1728) и за Виктор Амадей II Савойски (1732)
- Църква „Свети Кръст“ (Chiesa di Santa Croce) (проект и нач. на работата 1718, олтар 1730)
- Вътрешна украса на църквата на Света Троица (Chiesa della SS. Trinità) (проект от 1717, реализирана на няколко етапа до 1734)
- Олтар на Св. Йосиф в църквата на Св. Тереза (Chiesa di Santa Teresa) (1715 проект, 1718 реализация)
- Дворцови архиви – Държавен архив на Торино (Archivi di Corte – Archivio di Stato di Torino) (1731 проект, 1731 – 1734 реализация)
- Палат на Кралските държавни секретариати (Palazzo delle Regge Segretarie di Stato) (1733 реализация)
- Кралски частни архиви (Archivi privati del re) (1733 – 1734 реализация)
- Палат Роеро ди Гуарене (Palazzo Roero di Guarene) – фасада (1730 реализация)
- Кралски дворец (Palazzo Reale, Palazzo Nuovo Grande) – Стълбище на ножиците (Scala delle Forbici) (1720 – 1721) и Китайски кабинет (Gabinetto Cinese), Малък дворцов театър „дел Рондо“ (del Rondeau) (1722), Галерия на кралицата, впоследствие Галерия на Бомон в Кралската оръжейница (1732)
- Палат на Университета, бивш Кралски университет (Palazzo dell'Università degli Studi), приноси в реализацията му (1713 – 1720)
- Градска семинария (Seminario metropolitano)
- Нова сграда на Савойския сенат (днешна Градска палата, Palazzo di Città), (1720 – 1722, впоследствие работите са преустановени)
- Палат на Военната академия (Palazzo dell'Accademia Militare) – вътрешна реконструкция (1726 – 1727, 1730 – 1731)
- Вила на кралицата (Villa della Regina) – екстериор и интериор
- Църква „Мадоната на Кармел“ (Chiesa Madonna del Carmine) (1713 проект, 1732 – 1735 реализация)
- Светилището на Утешителката (Santuario della Consolata) – главен олтар (1729 реализация)
- Църква на Светите мъченици (Chiesa dei Santi Martiri) – главен олтар (Altare maggiore) (1730 – 1734 реализация)
- Олтар на Св. Франциск от Сал в Църквата на посещението (Chiesa della Visitazione) (1730 реализация)
- Квартали на пл. Република или на Порта Палацо, бивши квартали на Св. Игнат и на Св. Кръст (Isolati di Piazza della Repubblica o di Porta Palazzo, già noti come Isole di Sant’Ignazio e di Santa Croce) (1729 – 1733 реализация)
- Камбанария на Катедралата на Торино (Campanile del Duomo di Torino) (1720 – 1723)

### Пиемонт и Ломбардия
- Кралски дворец във Венария Реале (Reggia di Venaria Reale) – завършване на Галерията на Диана (Galleria di Diana) и на Предния павилион (Padiglione di testa) (1714 – 1726), църква на Св. Хумберт (Chiesa di Sant'Uberto) (1716 – 1730), Венария Реале
- Замък на Мандрия (Castello de la Mandria), вкл. и Конюшна – оранжерия (1720 – 1729), Венария Реале
- Църква на Св. Яков (Chiesa di San Giacomo) (проект от 1719 и осъществен впоследствие), Кампертоньо
- Замък в Риволи (Castello di Rivoli) – проект за преустройство (1715, прекратяване на работите по центр. корпус 1720), Риволи
- Ловен павилион „Ступиниджи“ (Palazzina di Caccia di Stupinigi) (1730 – 1736 реализация), Никелино
- Църква на Замъка на Редабуе (Castello di Redabue), Мазио
- Олтар на църквата на Възнесение Богородично (Chiesa di Santa Maria Assunta), Пинаска
- Катедрала на Бергамо (Duomo di Bergamo) – Олтар на Св. Фермо, св. Рустико и св. Проколо (Altare dei santi Fermo, Rustico e Procolo) (1742), Бергамо
- Църква „Св. Агата на Кармел“ (Chiesa di San Agatha del Carmine) – олтар (проект 1731, реализация ок. 1743), Бергамо
- Алтар на Св. Йосиф в Църквата на Св. Андрей (Chiesa di S. Andrea) (1728 – 1733), Савиляно
- Вила Мора ди Лавриано (Villa Morra di Lavriano) (1732 – 1733), Виластелоне
- Архиепископска семинария на Верчели (Seminario Arcivescovile di Vercelli) (1735), Верчели
- Църква на Св. Амброзий (Chiesa di S. Ambrogio) – фасада, Милано
- Главен олтар на Светилището на Св. Мария дел Фонте (1712 проект, осъществен с модификации през 1750), Караваджо
- Купол на Базилика „Св. Андрей“ (Basilica di Sant'Andrea) (1732), Мантуа
- Купол на Катедралата на Комо (Duomo di Como) (1734), Комо

### Месина
- Потир (1695), два броя утвар за църквата на Св. Мария на Джумаре в Шака (Chiesa di Santa Maria delle Giummare) (1697) и за Катедралата „Св. Георги“ (Duomo di San Giorgio) в Модика (1700), осем свещника (1698) и два други големи свещника (1701) за Катедралата на Месина
- Декоративни апарати за празниците по случай коронацията на краля на Испания Филип V, сред които забележителната украса на „пирамидата на златарите и на творците на сребърни изделия“ (1701)
- Палат Муцио Спадафора (Palazzo di Muzio Spadafora) (1705)
- Подредба на частта за знатни лица на църквата на Св. Грегорий (sistemazione del coretto della chiesa di San Gregorio) (1705), незапазена

### Тоскана
- Общинската палата (Palazzo Pubblico) (1706 – 1707, 1723, 1728) – Лука
- Проекти за уредбата на Болницата на Пресвета Троица (Ospedale della Ss. Trinità) (1706 – 1707), Лука
- Проекти за няколко благороднически вили в Лука и провинция: вила Контрони (Villa Controni) в Монте Сан Куирико, Вила Гуиниджи (villa Guinigi) в пристанището на Виареджо и Вила Орсучи (Villa Orsucci) в Сегроминьо (1706 – 1707), Вила Манси (Villa Mansi) (проект 1725 и начало на работите през 1732) в Капанори (подселище на Сегроминьо)
- Вила Гарцони (Villa Garzoni), Колоди
- Проект за църква с централен план с две камбанарии (1701) по случай номинирането му за академик на Академия „Сан Лука“ – Лука

### Рим
- Проект за Кралски дворец – вила за забава на три знаменити лица (Regio palazzo in villa per il diporto di tre illustri personaggi) – 1-ва награда на Клементиновия конкурс в Рим (7 май 1705)
- Параклис Антамори в църквата „Св. Геролам на милосърдието“ (Chiesa di San Girolamo della Carità) (1708 – 1710)
- Кукли с ръст на човек за куклените спектакли на Канцлерския театър (Teatro della Cancelleria) (1710 – 1712), неговото обновяване (юли – декември 1709)
- Сцена на Театър „Капраника“ (Teatro Capranica) (1713)
- Погребални декорации (в сътрудничество с Пиер Легро) в църквата на Св. Луи Френски (San Luigi dei Francesi) за погребението на френския дофин (1711)
- Сценография за домашния театър на полската кралица Мария Казимира д'Аркен на връх Пинчо (1710 – 1713)
- Предложението за завършване на двора на манастира на Св. Мария на смирението (Chiostro del convento di S. Maria dell'Umiltà) (ок. 1714).

### Други места
- 45 рисунки, сред които проекти за фасадите на църквите на Св. Бригита (Santa Brigida) и на Джироламини (Chiesa dei Girolamini), релефи на олтара Филомарино в църквата на Св. Апостоли (Chiesa dei Sant'Apostoli), проучвания за купол, листове с орнаментални мотиви, архитектурни фантазии и др. – Неапол (1706)
- Олтарите на Сант Шапел за Замъка на Шамбери (1726 – 1727)
- Камбанария на Катедралата на Белуно (Duomo di Belluno) (проект 1732, реализация 1733)
- Работи по Кралския дворец на Мадрид, по двореца Аранхуес и по Кралския дворец на Гранха де Сан Илдефонсо (1735)